# Tytan
Tytan est un groupe britannique de heavy metal, originaire de Londres.

## Histoire
Le groupe est formé en septembre 1981 par le bassiste et chanteur Kevin « Skids » Riddles et le batteur Dave Dufort, après la dissolution de leur groupe Angel Witch. Après que le chanteur Norman « Kal » Swan et les guitaristes Steve Gibbs et Stuart Adams aient complété le groupe, Blind Men and Fools sort en 1982 sur Kamaflage Records. Après la sortie, le guitariste Stuart Adams est remplacé par Gary Owens durant l'été 1982, qui sera remplacé plus tard par Steve Mann (Lionheart). En outre, le groupe enregistre un album. Les enregistrements ont lieu dans les studios Ramport à Battersea sous la direction de Will Reid-Dick. Avant l'enregistrement, le batteur Les Binks (ex-Judas Priest, Lionheart) avait remplacé Dave Dunfort. Dans la chanson Women on the Frontline, Jody Turner de Rock Goddess y participe comme chanteuse invitée. En octobre 1982, Binks est remplacé par Tony Boden lors d'une tournée en Grande-Bretagne avec Tygers of Pan Tang. Boden est à son tour remplacé plus tard par Simon Wright. Kamaflage Records ayant connu des difficultés financières, la sortie de l'album Rough Justice est repoussée jusqu'en 1985 et se fait par l'intermédiaire de Metal Masters Records. Le groupe se sépare déjà en 1983. 
En 2010, le groupe se reforme et joue entre autres au festival allemand Keep It True.

## Style musical
Le groupe appartenait à la new wave of British heavy metal. Le style musical est varié, Rude Awakening tendant vers le doom metal, genre qui n'était pas encore délimité par le heavy metal à l'époque, et The Watcher vers le power metal, qui n'était pas encore délimité non plus. Holger Andrae de Powermetal.de les compare à Tygers of Pan Tang, Tytan « n'étant pas aussi exceptionnel dans le domaine de la guitare. Bien sûr, on ne trouve pas un John Sykes à tous les coins de rue. C'est surtout dans les morceaux plus portés comme Far Cry que Kal se rapproche de son collègue ». Götz Kühnemund du Rock Hard fait également la comparaison avec les Tygers of Pan Tang. Le « mélange de dureté et de mélodie » de Tytan rappelle leur première phase, le chanteur Swan étant un Jon Deverill avec une touche de David Coverdale. 

## Discographie
- 1982 : Blind Men and Fools (single, Kamaflage Records)
- 1985 : Rough Justice (album, Metal Masters Records)
- 2017 : Justice Served (album)